# Galumna lunaris
Galumna lunaris är en kvalsterart som beskrevs av Jeleva, Scull och Cruz 1984. Galumna lunaris ingår i släktet Galumna och familjen Galumnidae. Inga underarter finns listade i Catalogue of Life.